# Alexandra David-Néel
Alexandra David-Néel, nata Louise Eugenie Alexandrine Marie David (Saint-Mandé, 24 ottobre 1868 – Digne, 8 settembre 1969), è stata una scrittrice ed esploratrice francese.
Nota soprattutto per essere stata la prima donna occidentale a giungere nel 1924 a Lhasa, città all'epoca vietata agli stranieri, dopo otto lunghi mesi di marcia partendo dallo Yunnan e attraversando il Tibet. Nella sua lunga carriera di esploratrice, fotografa, orientalista e antropologa scrisse più di trenta libri di viaggi e alcuni testi sul Buddismo; è stata una delle sedici donne che fondarono l'Ordine Massonico Misto e Internazionale Le Droit Humain.

## Biografia

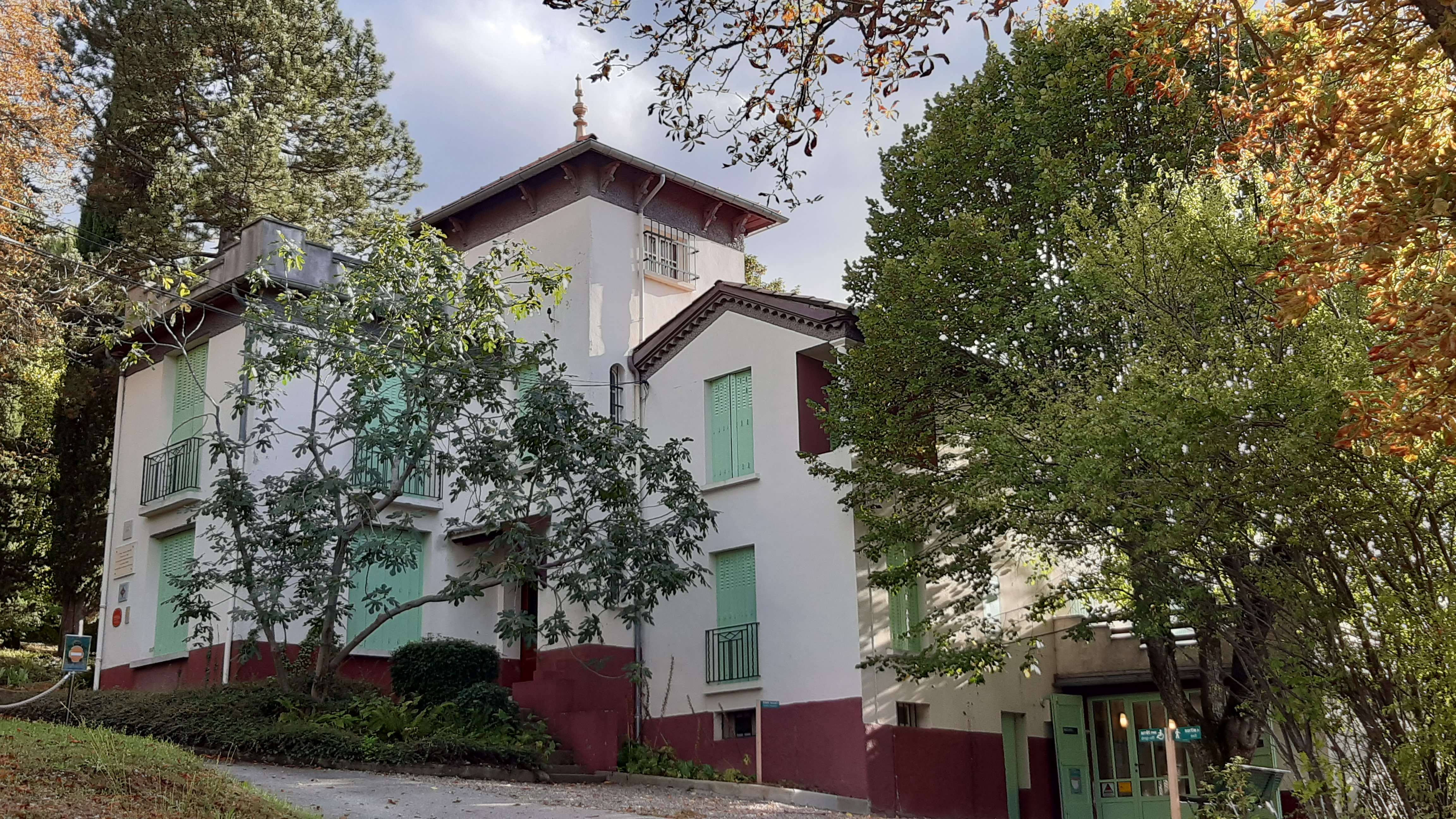
Digne-les-Bains, casa-museo di Alexandra David-Néel

Fin da giovane dimostrò il suo senso di libertà e ribellione: già nel 1886, all'età di soli diciotto anni, abbandonò la casa dei suoi genitori a Bruxelles per viaggiare in sella ad una bicicletta con la quale si diresse in Spagna. Il suo viaggio proseguì in Francia, dove si fermò per un certo tempo presso Mont-Saint-Michel. Trasferitasi in Inghilterra, a Londra, si immerse nello studio delle filosofie orientali, contemporaneamente allo studio della lingua inglese. Lì ebbe modo di conoscere Agvan Dorzhiev, inviato del Tredicesimo Dalai Lama e futuro fondatore del primo tempio buddhista in Europa. Dopo aver fatto ritorno a Parigi, dove si iscrisse alla Società Teosofica (il suo diploma porta la data del 7 giugno 1892)
, cofondata nel 1875 a New York da Helena Petrovna Blavatsky, approfondendo così gli studi sul buddismo tibetano, e seguendo le lezioni di Lingue orientali alla Università della Sorbona. In quello stesso periodo si iscrisse o frequentò numerose società segrete, tra cui la Massoneria (nella quale raggiunse il 33º ed ultimo grado del Rito scozzese antico ed accettato), movimenti femministi ed anarchici. Nel 1899 scrisse un saggio anarchico con lo pseudonimo di Alexandra Myrial, intitolato Pour la vie, con la prefazione dell'anarchico e geografo Élisée Reclus (che a Londra nel 1888 l'aveva messa in contatto con il gruppo "Suprema Gnosi"). Tuttavia l'opera non trovò nessun editore che avesse il coraggio di pubblicarla, fino a quando il suo compagno, Jean Haustont, non decise di pubblicare l'opera a proprie spese. Nonostante passasse del tutto inosservata dalla maggioranza del pubblico, lo scritto di David-Néel si diffuse ampiamente negli ambienti anarchici e venne tradotto in ben cinque lingue, compreso il russo.
Nel 1890-1891, grazie ad una eredità proveniente dalla nonna materna, viaggiò in lungo e in largo per tutta l'India, dove rimase affascinata dalla musica tibetana e dalle tecniche di meditazione apprese grazie al suo maestro locale, Swami Bhaskarânanda.  Ma la saggistica e lo studio orientalista non erano sufficienti per vivere e mise quindi a frutto un'altra sua dote eccellente: il canto. È così che cominciò a girare il mondo come cantante lirica, divenendo anche prima donna all'Opera di Hanoi. Nel 1902 le venne offerta la direzione artistica del teatro di Tunisi e così, con la promessa di fare ritorno in Asia dov'era il suo cuore, si trasferì in Africa settentrionale, dove si diede allo studio del Corano e dove conobbe l'ingegnere ferroviario Philippe Néel che sposò nel 1904. Ben presto la vita matrimoniale si rivelò insoddisfacente per il suo carattere sempre assetato di novità e viaggi; per questo motivo, d'accordo con suo marito, si trasferì nuovamente in Inghilterra per apprendere in maniera approfondita la lingua inglese, fondamentale per gli studi di orientalistica di cui era appassionata. Dopo alcuni mesi di studio, si recò in Belgio per fare una visita alla madre e alla tomba del padre, facendo poi ritorno a Tunisi da suo marito, che morì nel 1941.
Dal 1914 al 1916 visse in eremitaggio in una caverna nel Sikkim, praticando esercizi spirituali con il monaco tibetano Aphur Yongden, che divenne il suo compagno di vita e di avventure e che in seguito adottò come figlio e che morì a Digne il 7 novembre 1955.
Nel 1916 a Shigatse incontrò il Panchen Lama, che la riconobbe come reincarnazione. Impossibilitata a tornare in Europa a causa della guerra, si recò in Giappone. Là incontrò Ekai Kawaguchi, che nel 1901 aveva visitato Lhasa. Desiderosa di imitarlo, si recò a Pechino e di lì, travestita da tibetana, attraversò la Cina in piena guerra civile e a piedi raggiunse Lhasa, sempre con Aphur Yongden.
Dopo una parentesi europea, Alexandra nel 1937 tornò in Cina, dove rimase, a causa della seconda guerra mondiale, fino al 1946. 
Alexandra David-Néel morì l'8 settembre 1969, all'età di quasi 101 anni, in Provenza. Abbiamo dei suoi piccoli appunti scritti solo pochi giorni prima della sua morte, nonostante la quasi totale cecità e le mani anchilosate. Nel 1973 le sue ceneri furono portate da Marie-Madeleine Peyronnet a Varanasi e disperse nel Gange con quelle del suo figlio adottivo.

## Riconoscimenti e onorificenze
- 1925: riceve il Prix Monique Berlioux de l'Académie des sports;[3]
- 1927 (31 dicembre): è nominata cavaliere della Legion d'Onore; nel 1954 (27 febbraio) è elevata al grado di ufficiale, quindi, (30 dicembre 1963) a quello di commendatore;[4][5]

## Opere ispirate dalla vita di Alexandra David-Néel
Le vicende di Alexandra David-Néel hanno ispirato film, documentari, azioni teatrali, tra cui ricordiamo:

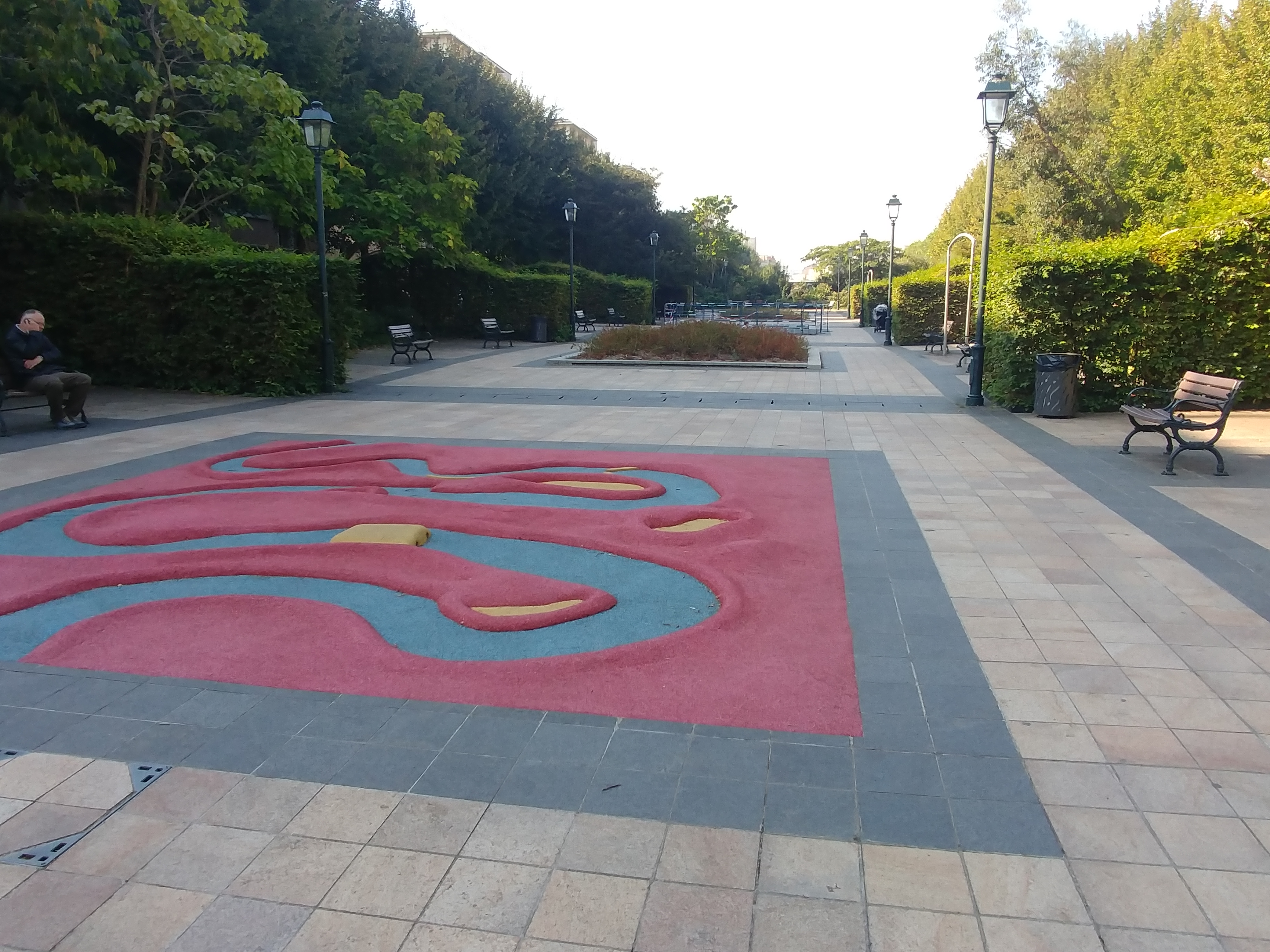
Giardino dedicato all'esploratrice, nei pressi della casa natale

- La serie Imbarchiamoci per un grande viaggio (Il était une fois... les Explorateurs) di Albert Barillé dedica il 23º episodio a Alexandra David-Néel, unica donna scelta per questa rassegna di esploratori. L'episodio è andato in onda il 14 gennaio 1997 in Francia.[6]
- Nel 1992, esce un documentario dal titolo Alexandra David-Néel: du Sikkim au Tibet interdit, di Antoine de Maximy e Jeanne Mascolo de Filippis. Mostra il viaggio che Marie-Madeleine Peyronnet intraprese per restituire al monastero di Phodong una statuetta consacrata che era stata prestata a Alexandra David-Néel fino alla sua morte. Con aneddoti di Marie-Madeleine Peyronnet.[7][8]
- Nel 2003, Pierrette Dupoyet ha presentato al Festival d'Avignone uno spettacolo dal titolo Alexandra David Néel, pour la vie…, dove ripercorre tutta la vita di Alexandra[9]
- Nel gennaio 2010, va in scena al Théatre du Petit Montparnasse a Parigi la pièce Alexandra David-Néel, mon Tibet, di Michel Lengliney, con Hélène Vincent nel ruolo dell'esploratrice.[10]
- Nel 2012, viene presentato il telefilm Alexandra David-Néel - J'irai au pays des neiges, realizzato da Joël Farges, con Dominique Blanc nel ruolo di Alexandra e Nicolas Brioudes in quello di Yongden adulto.[11]

## Opere tradotte in italiano
- Le modernisme bouddhiste et le bouddhisme du Bouddha, 1911  (Il buddismo di Buddha, trad. di Gabriele Ruggero, Basaia, Roma, 1986;  Il buddismo del Buddha, traduzione di Lucio Chiavarelli, Newton & Compton, Roma, 1997; Il buddismo del Buddha, traduzione di Gabriele Ruggero, ECIG, Genova, 2003)
- Voyage d'une Parisienne à Lhassa, 1927  (Viaggio di una parigina a Lhasa : a piedi e mendicando dalla Cina all'India attraverso il Tibet, a cura di Emilia Gut, Biblioteca del vascello, Roma, 1992; Voland, Roma, 1997)
- Mystiques et Magiciens du Tibet, 1929  (Mistici e maghi del Tibet, Bocca, Milano 1949; Astrolabio-Ubaldini, Roma, 1965; traduzione di Emilia Gut,  Voland, Roma, 2000)
- Initiations Lamaïques, 1930 (Le iniziazioni nel buddismo tibetano : dal Hata-Yoga all'Ati-Yoga, edizione italiana e traduzione a cura di Ramon Prats, Astrolabio-Ubaldini, Roma, 1982)
- (con Lama Yongden) La vie Surhumaine de Guésar de Ling le Héros Thibétain, 1931  (Vita sovrumana di Gesar di Ling, a cura di Gianfranco de Turris; traduzione di Marianunzia Tambara, Edizioni Mediterranee, Roma, 1990)
- Au pays des brigands-gentilshommes, 1933  (Nel paese dei briganti gentiluomini, traduzione di Guia Boni, Voland, Roma, 2000)
- (con Lama Yongden) Le lama au cinq sagesses, 1935  (Mipam : il Lama delle Cinque saggezze, F.lli Bocca, Milano 1945; Arcana, Roma, 1975; I dioscuri, Genova, 1988;  Trad. di Piero Verni, F. Muzzio, Padova, 1994; traduzione di Guia Boni, Voland, Roma, 1999)
- Magie d'amour et magie noire, 1938  (Magia d'amore e magia nera,  F.lli Bocca, Milano 1945; Moizzi, Milano, 1980;  Fratelli Melita, La Spezia, 1987; Venexia, Roma, 2006)
- Les Enseignements Secrets des Bouddhistes Tibétains, 1951 (Gli insegnamenti segreti delle sette buddiste tibetane, trad. di Marisa Caramella,  introduzione di Pietro Verni, Arcana, Roma, 1975; MEB, Padova, 1997)
- Le vieux Tibet face à la Chine nouvelle, 1953  (Antico Tibet, nuova Cina, trad. di A. Benucci Serva, Luni, Milano, 2006)
- (con Lama Yongden) La puissance du néant, 1954 (Il potere del nulla, traduzione di Paolina Baruchello, Voland, Roma 2009)
- 1961 Immortalite et reincarnation: Doctrines et pratiques en Chine, au Tibet, dans l'Inde (Immortalita e reincarnazione. Pratiche e dottrine in Cina-Tibet-India, Alkaest, Genova, 1982; a cura di Rosalba Mattiauda, ECIG, Genova, 1990)
- La lampe de sagesse, 1986  (La luce della conoscenza : pensieri, riflessioni, aforismi di una avventuriera dello spirito, prefazione di Jean Chalon; traduzione di Sergio Crapiz, ECIG, Genova, 1999)